# Karkali, Suuriniemi ja Mailan alueet
Karkali, Suuriniemi ja Mailan alueet este o arie protejată (arie specială de conservare — SAC, sit de importanță comunitară — SCI) din Finlanda întinsă pe o suprafață de 120 ha, integral pe uscat.

## Localizare
Centrul sitului Karkali, Suuriniemi ja Mailan alueet este situat la coordonatele 60°14′27″N 23°47′51″E / 60.2408°N 23.7975°E.

## Înființare
Situl Karkali, Suuriniemi ja Mailan alueet a fost declarat sit de importanță comunitară în august 1998 pentru a proteja 1 specie de plante și 1 specie de animale. Situl a fost protejat și ca arie specială de conservare în aprilie 2015.

## Biodiversitate
Situată în ecoregiunea boreală, aria protejată conține 9 habitate naturale: Pajiști fino-scandinave uscate până la mezice, bogate în specii de altitudine mică, Izvoare fino-scandinave și mlaștini produse de izvoare bogate în minerale, Pante stâncoase calcaroase cu vegetație casmofită, Pante stâncoase silicioase cu vegetație casmofită, Roci stâncoase cu vegetație pionieră de Sedo-Scleranthion sau Sedo albi-Veronicion dillenii, Taiga vestică, Păduri caducifoliate bătrâne naturale hemiboreale fino-scandinave (Quercus, Tilia, Acer, Fraxinus sau Ulmus) bogate în specii epifite, Păduri fino-scandinave bogate în ierburi cu Picea abies, Păduri caducifoliate de mlaștină fino-scandinave.
La baza desemnării sitului se află mai multe specii protejate:
- plante (1): mușchi (Dicranum viride)
- mamifere (1): veveriță zburătoare siberiană (Pteromys volans)

Pe lângă speciile protejate, pe teritoriul sitului au mai fost identificate 22 de specii de plante, 1 specie de păsări, 9 specii de nevertebrate, 5 specii de pești.